# Kraftwerk Robert Moses Niagara
Das Kraftwerk Robert Moses Niagara ist ein Laufwasserkraftwerk am Niagara River in Lewiston im US-Bundesstaat New York. Das Kraftwerk wurde nach drei Jahren Bauzeit im Jahr 1961 in Betrieb genommen und besteht aus 13 Generatoren mit einer installierten Leistung von 2,4 GW. Im Jahr der Betriebsaufnahme war es das größte Wasserkraftwerk in den USA. Die Anlage ist nach Städteplaner Robert Moses benannt, welcher zu der Zeit Vorsitzender der New York Power Authority war.
Östlich des Kraftwerks befindet sich das Pumpspeicherkraftwerk Lewiston, gegenüber auf der kanadischen Seite des Niagara River das Kraftwerk Sir Adam Beck.